# Черкассы (Саракташский район)
Черкассы — село в Саракташском районе Оренбургской области, административный центр Черкасского сельсовета.

## География
Прилегает с северо-запад к поселку Саракташ, выходит к левому берегу реки Сакмара.

## История
Село основано на месте бывшей татарской деревни в 1835 года крестьянами-переселенцами из Харьковской и Курской губерний. В момент основания деревни уже был поблизости населенный пункт с названием Черкассы (современное село Новочеркасск Саракташского района). Со временем названия поменялись: Черкассы стали Новочеркассами, а деревня Новочеркасская — селом Черкассы. В 1840 году уже в деревне было 115 дворов. В 1848 году была построена деревянная Казанская церковь. В 1900 году уже насчитывал 291 двор и 1929 человек населения. В советское время работали колхозы им. Чапаева, им. Фрунзе и им. Пугачева.

## Население
Население составляло 1791 человек в 2002 году (русские 79 %), 1891 по переписи 2010 года.